# Тедди-рузвельт-терьер
Тедди-рузвельт-терьер, или терьер Рузвельта (англ. Teddy Roosevelt Terrier), — американский охотничий терьер, может быть маленького и среднего размера. Это коренастая собака с короткими ногами, мускулистым телом и более тяжелым костяком, чем родственный рэт-терьер. История разведения тедди-рузвельт-терьера отличается большим разнообразием. Он имеет общие корни с рэт-терьером, бразильским терьером и тентерфилд-терьером.

## История породы

### Происхождение
Предки тедди-рузвельт-терьера, рэт-терьеры, произошли от терьеров и других собак, которых привезли первые английские и другие иммигранты из рабочего класса. Поскольку порода представляла собой фермерскую, охотничью и служебную собаку одновременно, практически не велась плановая селекция, кроме скрещивания собак с востребованным чертами характера для получения желаемой рабочей этики.
«Кулачок» (разновидность маленькой охотничьей собаки), бультерьер, гладкошёрстный фокстерьер, манчестерский терьер, уиппет, итальянская борзая, ныне вымерший английский белый терьер, такса и криво-лапый терьер — все они участвовали в происхождении тедди-рузвельт-терьера. Эти ранние терьеры, использовавшиеся для травли грызунов, затем, скорее всего, были подвязаны с биглями или близкими метисами биглей (для улучшения нюха) и другими породами собак.
Отделение приземистого фенотипа от высоконогого в большинстве случаев не происходило. Пометы, рождённые от родителей одного или разных фенотипов, обычно имели различную длину тела и лап, но все же они все ещё рассматривались и назывались просто рэт-терьерами. В середине 1990-х годов усилия по разделению типов были предприняты всерьез. Но смешение этих двух типов в некоторых случаях все ещё существует и сегодня.
Когда породы были разделены Американским клубом рэт-терьеров, тип с короткими ногами был назван в честь Теодора Рузвельта. Хотя он никогда не владел рэт-терьерами и не участвовал в разведении тедди-рузвельт-терьера. Собака, которой приписывают, что она является одной из основоположников породы, была черно-подпалым охотничьим метисом (типа «кулачок») принадлежала Рузвельтам.
В одном из своих писем детям президент Рузвельт пишет: «У Джона Гоффа есть очень хитрая маленькая собачка по имени Скип, которая меня абсолютно очаровала. Думаю, мне стоит привезти его домой в Арчи. Он любит ездить на спине лошади доктора Ламберта или моей. И хотя он не такой большой, как Джек, он принимает активное участие в битве с каждым медведем и рысью».
Кроме черно-подпалого Скипа, у Рузвельтов также была собака по кличке Скамп, их часто путали. Скамп — единственная собака, упомянутая в письмах Рузвельта, которая охотилась на крыс в Белом доме: «Скамп действительно необыкновенный крысолов и убивает множество крыс в Белом доме, в подвалах, на нижнем этаже и среди машин. Он действительно очень хороший маленький пес». К сожалению, ни одного изображения или подробного описания Скампа не сохранилось. Известно только, что он был фокстерьером.
Другим терьером, которого часто путают с рэт-терьером, была собака Рузвельтов по имени Джек. В письме Теодору Рузвельту от 27 июля 1902 года миссис Розуэлл Филд он пишет: «Мне очень приятно послать вам фотографию моего мальчика Кермита с Джеком, манчестерским терьером, который является членом нашей семьи». Джек был манчестерским терьером, а не рэт-терьером.
Влияние различных пород дает современному тедди-рузвельт-терьеру острое чувство бдительности и инстинкт добычи, острое обоняние. А также очень высокий интеллект. Хотя они имеют тенденцию избегать незнакомцев, тедди- рузвельт-терьеры — преданные собаки-компаньоны с сильным желанием быть рядом со своими владельцами.

### Признание породы
Первый стандарт породы был разработан ныне не существующим Американским клубом тедди-рузвельт-терьеров в 1996 году. В настоящее время действует несколько регистрационных организаций, каждая из которых имеет свои собственные стандарты, но наиболее распространенными являются стандарты Объединённого клуба собаководства и Международного объединённого клуба собаководства, хотя второй все ещё признает терьеров Рузвельта только как разновидность рэт-терьеров.
В 1999 году Объединённый клуб собаководства признал рэт-терьеров и тедди-рузвельт-терьеров в качестве отдельных пород. В настоящее время UKC принимает персональные заявки на регистрацию тедди-рузвельт-терьера для собак из десяти различных реестров, где они обозначаются как рэт-терьеры.

## Внешний вид
Текущий стандарт Объединённого клуба собаковдства устанавливает, что рост в холке тедди-рузвельт-терьера от 20 до 38 сантиметров при весе, пропорциональном росту. Тедди-рузвельт-терьеры весом до 11 кг или всего 3,6 кг не редкость.
Тедди-рузвельт-терьер — низкорослый, мускулистый, активный, маленького или среднего размера охотничий терьер. Предпочтительное соотношение длины тела (от форбруста до крайней точки ягодиц) к высоте в холке составляет от 10:7 до 10:8. Голова широкая, слегка выпуклая, клиновидная и пропорциональна размеру тела.
Уши V-образные, широко раставлены по краям черепа, могут быть стоячими или конвертом. Купированный хвост является предпочтительным, но также приемлем натуральный боб-тейл или естественный длинный хвост с вертикальным поставом, загибающийся на спину. Тедди-рузвельт-терьер может быть однотонного белого цвета, других сплошных окрасов с маркировкой, и белым с различными цветными пятнами.
Тедди-рузвельт-терьера следует оценивать как рабочего терьера. А преувеличения или недостатки должны наказываться пропорционально тому, насколько они ухудшают рабочие качества животного. Почетные шрамы, полученные в результате охоты, не подлежат наказанию.

## Особенности поведения породы
Как и рэт-терьеры, сегодняшний тедди-рузвельт-терьер — универсальная собака с отличным охотничьим инстинктом, крепким здоровьем, отличным темпераментом и привлекательной внешностью. Тедди-рузвельт-терьеры имеют более выраженный добычный инстинкт, чем обычная собака. И будут преследовать белок, крыс, бездомных кошек и любых других животных, которых они считают добычей. Они также любят копать и выслеживать грызунов, оставляя множество траншей и ям. Они обладают сторожевыми качествами и очень ревностно относятся к своей территории. Тедди-рузвельт-терьеры очень контактные и преданные своим семьям собаки, им необходимо взаимодействие с человеком и много внимания. Всегда рядом со своими владельцами, они словно тень следуют за хозяевами в всех повседневных делах.
Эти собаки очень умные и лояльные, поэтому их легко дрессировать. Они энергичны и игривы, их выходки могут радовать владельцев каждый день. Однако, когда следует успокоиться, они так же довольны сидя на коленях у владельца. Терьеры Рузвельта могут адаптироваться практически к любому образу жизни, независимо от того, участвуют ли они в выставках, соревнованиях по аджилити или просто являются собаками-компаньонами или помощниками на ферме. Их размер делает их подходящими для проживания в квартирах. Сегодня тедди-рузвельт-терьер приобретает все большую популярность.

## Здоровье
Тедди-рузвельт-терьеры могут быть подвержены таким заболеваниям как: аллергия, проблемы с прикусом, дисплазия тазобедренных и локтевых суставов, подвывих пателлы, это также типичные проблемы для родственного рэт-терьера. Люксация хрусталика, врожденное заболевание, также встречается в этой породе.